# 수직 벡터 다발
미분기하학에서 수직 벡터 다발(垂直vector-, 영어: vertical vector bundle)은 올다발의 접다발 속의 특별한 부분 벡터 다발이다. 대략, 밑공간의 접다발을 "수평" 방향으로 간주하였을 때, 수직 벡터 다발은 순수하게 올 방향의, 즉 "수직" 방향의 벡터들로 구성된다.
반면, 올다발의 접다발 속의 "수평 벡터 다발"은 일반적으로 추가 구조 없이 정의되지 않는다. 이를 정의하기 위한 추가 구조는 에레스만 접속이라고 한다.

## 정의
매끄러운 다양체 {\displaystyle M} 위의 매끄러운 올다발
{\displaystyle \pi \colon E\twoheadrightarrow M}
이 주어졌다고 하고, {\displaystyle E} 및 {\displaystyle E}의 각 올이 매끄러운 다양체를 이룬다고 하자. 사영 사상의 미분
{\displaystyle \mathrm {T} \pi \colon \mathrm {T} E\twoheadrightarrow \mathrm {T} M}
을 정의할 수 있다. 그렇다면, {\displaystyle E} 위에 다음과 같은 수직 벡터 다발 {\displaystyle \mathrm {V} E}를 정의할 수 있다.
{\displaystyle \mathrm {V} E=\ker(\mathrm {T} \pi )}
즉,
{\displaystyle \mathrm {V} _{e}E=\mathrm {T} _{e}(E_{\pi (e)})\qquad \forall e\in E}
{\displaystyle \forall u\in T_{\mathrm {e} }E\colon \left(u\in \mathrm {V} _{e}E\iff \forall (\gamma \colon \mathbb {R} \to E,\;\gamma (0)=e)\colon {\frac {\mathrm {d} \gamma }{\mathrm {d} t}}(0)=u\implies {\frac {\mathrm {d} (\pi \circ \gamma )}{\mathrm {d} t}}(0)=0\right)}
즉, 벡터 다발 {\displaystyle V}의 {\displaystyle e\in E}에서의 올은 {\displaystyle E}의 올의 접공간이다.
{\displaystyle E} 위의 벡터장 {\displaystyle X}에 대하여, 만약 {\displaystyle X\in \Gamma (\mathrm {T} E)}라면 (즉, 만약 모든 {\displaystyle x\in M}에 대하여 {\displaystyle X_{x}\in \mathrm {V} _{e}E}라면) {\displaystyle X}를 수직 벡터장(垂直vector場, 영어: vertical vector field)이라고 한다. 마찬가지로, {\displaystyle E} 위의 {\displaystyle p}차 미분 형식 {\displaystyle \alpha \in \Omega ^{p}(E)}에 대하여, 만약
{\displaystyle \alpha (X_{1},X_{2},\dots ,X_{p})=0\qquad \forall X_{1},\dots ,X_{p}\in \Gamma (\mathrm {V} E)}
라면, {\displaystyle \alpha }를 수평 미분 형식(水平微分形式, 영어: horizontal differential form)이라고 한다.

## 성질
수직 벡터 다발의 정의에 따라, 짧은 완전열
{\displaystyle 0\to \mathrm {V} E\hookrightarrow \mathrm {T} E\;{\overset {\pi ^{*}\mathrm {T} \pi }{\twoheadrightarrow }}\;\pi ^{*}\mathrm {T} M\to 0}
이 존재한다. 이를 아티야 완전열(Atiyah完全列, 영어: Atiyah exact sequence)이라고 한다. (여기서 {\displaystyle \pi ^{*}\mathrm {T} \pi \colon (e,u)\mapsto (e,\mathrm {T} \pi (u))}이다.) 이는 (벡터 다발의 범주이므로) 물론 분할 완전열이지만, 이러한 분할은 (추가 데이터 없이) 표준적으로 주어지지 않는다. {\displaystyle E} 위의 에레스만 접속은 위 분할을 표준적으로 제시하는 데이터이다.

## 예

### 자명한 올다발
두 매끄러운 다양체 {\displaystyle M}과 {\displaystyle F}가 주어졌고, {\displaystyle E=M\times F}를 {\displaystyle M} 위의 올다발로 여기자.
{\displaystyle F{\xleftarrow {\operatorname {proj} _{2}}}E{\xrightarrow {\operatorname {proj} _{1}}}M}
이 경우, 자연스럽게
{\displaystyle \mathrm {T} _{(m,f)}E=\mathrm {T} _{m}M\oplus \mathrm {T} _{f}F\qquad (\forall m\in M,\;,f\in F)}
이며, 수직 벡터 다발 {\displaystyle \mathrm {V} E}는 다음과 같다.
{\displaystyle \mathrm {V} E=\operatorname {proj} _{2}^{*}\mathrm {T} F\subseteq \mathrm {T} E}
(이 경우, 자연스럽게 "수평 벡터 다발" {\displaystyle \operatorname {proj} _{1}^{*}\mathrm {T} M\subseteq \mathrm {T} E} 역시 존재한다. 그러나 이는 임의의 올다발에 대하여 성립하지 않는다.)

### 주다발
리 군 {\displaystyle G}에 대하여, {\displaystyle \pi \colon E\twoheadrightarrow M}가 {\displaystyle G}-주다발이라고 하자. 이 경우, 수직 벡터 다발 {\displaystyle \mathrm {V} E}는 리 대수 {\displaystyle {\mathfrak {g}}=\mathrm {T} _{1}G}에 대한 자명한 벡터 다발과 동형이다.
{\displaystyle \mathrm {V} E\cong {\mathfrak {g}}\times E}
구체적으로, 우선, 임의의 {\displaystyle m\in M}에 대하여, {\displaystyle G}의 오른쪽 작용을 생성하는 벡터장의 족을
{\displaystyle X\colon {\mathfrak {g}}\to \Gamma (\mathrm {T} P)}
{\displaystyle X\colon x\mapsto X_{x}}
로 표기하자. 그렇다면, 위 작용이 정추이적 작용이므로, {\displaystyle X}의 상은 {\displaystyle P}의 수직 벡터 다발 {\displaystyle \mathrm {V} P=\ker(\mathrm {T} \pi )\subseteq \mathrm {T} P}과 같으며, 이는 벡터 다발의 표준적인 동형 사상
{\displaystyle P\times {\mathfrak {g}}\to \mathrm {V} P}
를 정의한다. (좌변은 올이 {\displaystyle {\mathfrak {g}}}인 자명한 벡터 다발이다.)

### 벡터 다발
매끄러운 다양체 {\displaystyle M} 위의 매끄러운 벡터 다발 {\displaystyle \pi \colon E\twoheadrightarrow M}이 주어졌다고 하자. 이 경우, {\displaystyle E}의 수직 벡터 다발은 스스로의 당김 {\displaystyle \pi ^{*}E=E\times _{M}E}와 표준적으로 동형이다.:55, §6.11
{\displaystyle \mathrm {V} E\cong \pi ^{*}E=E\times _{M}E}